# Isantheopsis rosea
Isantheopsis rosea är en havsanemonart som först beskrevs av Studer 1879.  Isantheopsis rosea ingår i släktet Isantheopsis och familjen Actiniidae. Inga underarter finns listade i Catalogue of Life.